# コード・カッティング
コード・カッティング（Cord Cutting）とは、ケーブルテレビの契約を止めてインターネット経由の動画視聴を選択するという消費者の動向を示す言葉である。2010年以降、主に北米でのTV業界や広告、家電、IT業界などを中心としたマーケティング分野などで用いられるようになった。"Cord Cutting"の"Cord"とはケーブルTVの信号線であるケーブルを指す。

## 背景
北米地域でのケーブルテレビ(CATV) は、安価な基本料で見られる少数のチャンネルを除けば有料チャンネルが主体であり、また、各番組の放送時間も固定されているため、録画機能付きチューナーを購入して正しく設定しなければ不在時の番組が見られないのに対して、Youtubeに代表されるようなインターネット上での動画の多くが無料で提供され、視聴もいつでも行えるなど視聴者にとって利点が多かった。
郵送レンタルDVD事業から出発したNetflixは、2010年11月にDVDを貸し出さない「ネット視聴専用プラン」を発表、ビデオ・オン・デマンド方式によるストリーミング配信サービスに移行した。ケーブルテレビではなくインターネット経由のHuluやNetflixで有料コンテンツを視聴することが人気となるにつれ、高速インターネット回線を導入済みの家庭ではケーブルテレビの解約が進むのではないかという考えが広まりつつある。
その一方で、ライターの松村太郎は週刊アスキーに連載していたコラムの2018年1月18日の記事の中で、「スポーツ番組など、動画配信サービスでは対応されていない番組を見るにはケーブルテレビの契約を復活させる必要がある」と、ストリーミングサービスの死角を指摘している。
新型コロナウイルスのパンデミックは、コードカッティングの動きを推し進めたとされている。eMarketerの調査によると、2020年に米国の600万世帯が従来の有料テレビ放送を解約し、過去最大の減少となった。

## 日本での類例
2021年に大手ディスカウントストアのドン・キホーテがNHK受信料問題を回避できるチューナーレステレビを発売し、ヒット商品となった。日本でも動画配信サービスが急速に普及したこともあり、ドンキ・ホーテ以外の企業も相次いでチューナーレステレビ市場に参入している。